# Pararge unicolor
Pararge unicolor är en fjärilsart som beskrevs av Grum-grshimailo 1892. Pararge unicolor ingår i släktet Pararge och familjen praktfjärilar. Inga underarter finns listade i Catalogue of Life.